# Le Bouchet-Mont-Charvin
Le Bouchet-Mont-Charvin ist eine französische Gemeinde mit 249 Einwohnern (Stand 1. Januar 2022) im Département Haute-Savoie in der Region Auvergne-Rhône-Alpes.

## Geographie
Le Bouchet-Mont-Charvin liegt auf 935 m, nordöstlich von Faverges, etwa 22 Kilometer südöstlich der Stadt Annecy (Luftlinie). Das Bergdorf erstreckt sich in den südlichen Bornes-Alpen am Fuß der Chaîne des Aravis, im Tal der Chaise.
Die Fläche des 18,52 km² großen Gemeindegebiets umfasst einen Abschnitt der Bornes-Alpen und den obersten Teil des Einzugsbereichs der Chaise. Diese entspringt am Westabhang des Mont Charvin und fließt durch ein Kerbtal nach Südwesten in Richtung Faverges. Nach Norden reicht das Gemeindeareal auf die Höhen der Montagne de Sulens (1839 m). Im Osten erhebt sich der Mont Charvin (mit 2409 m die höchste Erhebung von Le Bouchet), der zusammen mit den Aiguilles du Mont (2132 m) den südwestlichen Abschluss der Aravis-Kette bildet. Nach Süden erstreckt sich der Gemeindeboden bis auf den Col de l’Epine.
Zu Le Bouchet gehören neben dem eigentlichen Ortskern auch verschiedene Weilersiedlungen und Gehöfte, darunter: 
- Cons (930 m) am südöstlichen Talhang der Chaise
- La Savatte (1144 m) am südöstlichen Talhang der Chaise am Fuß des Mont Charvin

Nachbargemeinden von Le Bouchet-Mont-Charvin sind Manigod im Norden, Ugine im Osten, Val-de-Chaise mit Marlens im Süden sowie Serraval im Westen.

## Geschichte
Der Ort wurde erst im Jahre 1877 von Serraval abgetrennt und zur selbständigen Gemeinde erhoben. Von da an bis Ende 2013 bestand der Name Le Bouchet; um Verwechslungen mit dem Ortsteil Le Bouchet von Le Grand-Bornand zu vermeiden, erhielt die Gemeinde schließlich offiziell den Namen Le Bouchet-Mont-Charvin.

## Bevölkerung
| Jahr                       | 1962 | 1968 | 1975 | 1982 | 1990 | 1999 | 2010 | 2020 |
| Einwohner                  | 175  | 147  | 125  | 120  | 116  | 174  | 237  | 253  |
| Quellen: Cassini und INSEE |      |      |      |      |      |      |      |      |

Mit 249 Einwohnern (Stand 1. Januar 2022) gehört Le Bouchet-Mont-Charvin zu den kleinsten Gemeinden des Départements Haute-Savoie. Im Verlauf des 19. und 20. Jahrhunderts nahm die Einwohnerzahl aufgrund starker Abwanderung kontinuierlich ab (1876 wurden in Le Bouchet noch 495 Einwohner gezählt). Seit Beginn der 1990er Jahre wurde jedoch wieder eine deutliche Bevölkerungszunahme verzeichnet.

## Sehenswürdigkeiten
Die Kirche Mariä Himmelfahrt von Le Bouchet-Mont-Charvin stammt aus dem 19. Jahrhundert.

## Wirtschaft und Infrastruktur
Le Bouchet-Mont-Charvin war bis weit ins 20. Jahrhundert hinein ein vorwiegend durch die Landwirtschaft und Alpwirtschaft geprägtes Dorf. Heute gibt es einzelne Betriebe des Kleingewerbes. Viele Erwerbstätige sind Wegpendler, die in den größeren Ortschaften der Umgebung ihrer Arbeit nachgehen. Das Bergdorf profitiert auch von einem bescheidenen Sommertourismus.
Die Ortschaft liegt abseits der größeren Durchgangsstraßen. Es kann von Serraval oder von Marlens erreicht werden.